# 似雲南遊鰾條鰍
似雲南遊鰾條鰍（學名：Physoschistura yunnaniloides），為輻鰭魚綱鯉形目條鰍科遊鰾條鰍屬的其中一種。分布於亞洲緬甸實皆省欽德溫河流域，棲息在河川底層水域，生活習性不明。

## 扩展阅读
維基物種上的相關：似雲南遊鰾條鰍